# يطروفة القحطة

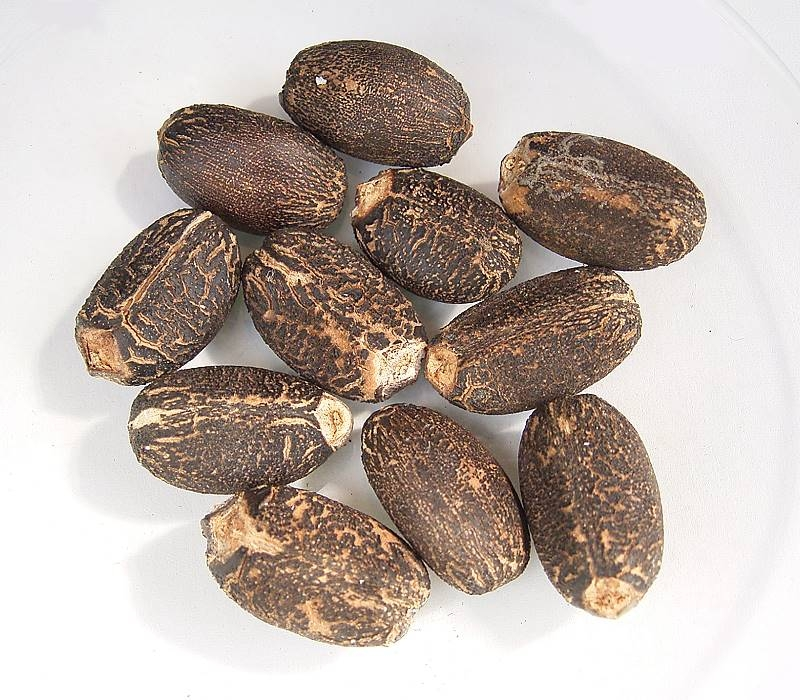
بذور القحطة

القحطة جتروفا كوركاس أو جوز مسهل أو جوز بربادوس أو دندبرى أو دند نهري أو حب ملوك أو حب الملك (الاسم العلمي:Jatropha curcas) هي نوع من النباتات تتبع جنس الجتروفا من الفصيلة الفربيونية. الشجيرة قادرة على إنتاج نوع نادر من الزيوت النباتية الذي يتم خلطه مع الوقود، وهو ذو قوة كبيرة ويساعد في عدم تلوث البيئة. كما أنها تساعد بشكل أساسي على محاربة التصحر لأنها تنبت في الأماكن المتصحرة والجافة ولا تحتاج إلى الكثير من المياه. وتسمى كذلك بشجرة الذهب الأخضر ويمكن أن تساهم في زيادة الدخل القومي للبلدان الفقيرة.

## الموطن والانتشار
الموطن الأصلي لجتروفا كوركاس هو أمريكا الجنوبية ومنها انتشرت الشجيرات إلى العديد من المناطق الجافة وشبه الجافة والاستوائية في العالم.

## الوصف النباتي
جتروفا كوركاس شجيرة صغيرة يصل ارتفاعها إلى 3 - 5 أمتار. القلف ورقي والأفرع غليظة، الأوراق بيضية خماسية التفصيص غير مسننة طولها 8.5 سم وعريضة ولا يوجد عليها أهداب، عنق الورقة طوله حوالي 11 سم. أما الأزهار فهي صفراء مخضرة والاسدية ملتحمة وعددها ثمانية. والثمار كبسولة طولها 2.5سم تقريبا وتحتوي على ثلاثة بذور لونها اسود (تشبه بذور الخروع لحد كبير). التزهير في نيسان ويتم الإثمار في أيار (تم الإزهار مرتين في العام بالأقصر).
أشجار الجتروفا تعتبر من أشجار الذهب الأخضر لأنها تعتبر مصدر نظيفاً لإنتاج وقود البيوديزل، حيث يستخدم في إدارة المحركات والآليات والسيارت التي تعمل بالديزل، كما أنها تساعد على الحد من التصحر، إذ أنها تنمو في المناطق الحارة ولا تحتاج لجهد كبير ولا تستهلك الماء إلا بنسبة ضئيلة، وجميع مخلفاتها ذات نفع كبير كما أوراقها التي تسقط على الأرض تساهم في خصوبتها كثيراً.
بلغت نسبة الزيت في البذور 35-40 % وفق موسم النضج، وتصل نسبة الدهون المشبعة إلى 20% والغير مشبعة 79% ولا يستخدم الزيت في الاستخدام الآدمي ولكنه يستعمل في إنتاج الزيت الحيوي كوقود وذلك يرجع لاشتعاله دون انبعاث أبخره ملوثة للبيئة لذا يطلق عليه الزيت الصديق للبيئة كما يستخدم للإضاءة وعدة أغراض صناعية أخرى.
وشجيرة الجتروفا لها استخدامات متعددة فهي علاوة على إنتاجها المتميز للزيت الحيوي فهي تستخدم كسور وسياج للمزارع لحمايتها من اعتداءات الحيوانات على المحاصيل الحقلية وكذلك لها إمكانيات متميزة في مقاومة انجراف التربة بالرياح وتعمل على تثبيت الكثبان الرملية.
ومن المؤكد أن هذا الزيت النباتي يعتبر جزءا أساسيا لتوفير الاحتياجات الواعدة التجارية إما مفردا أو بعد خلطه مع زيت الديزل حيث يمكن استخدامه للسيارات دون تعديلات جوهرية في التصميم.
وتجدر الإشارة إلى أن الديزل الحيوي (بالإنجليزية: Biodiesel)‏ قد أصبح من الأهمية بمكان في دول الاتحاد الأوروبي والولايات المتحدة الأمريكية. وتشترط الدول الأوروبية أن يخلط بنسبة 5 - 8 % مع زيت الديزل في الاستخدام الصناعي والسيارات كأحد الشروط البيئية في تلك الدول مما أعطى أهمية كبيرة للتوسع في زراعة النباتات المنتجة لهذه النوعية من الزيوت ذات العائد الاقتصادي والتصديري المرتفع.
نجحت زراعة الجتروفا في صعيد مصر (الأقصر) حيث نجحت الزراعة بالغابة التي تروى على مياه الصرف الصحي وذلك ضمن المشروع القومي للاستخدام الآمن لمياه الصرف الصحي المعالج في زراعة الغابات الشجرية.
تمت زراعة الشتلات التي تم إنتاجها بالصوبة والمرباة في أكياس من البولي ايثلين الأسود والذي يزال قبل الزراعة، في جور 30*30*30 سم ويتم الري عقب الزراعة أما التربة فهي صحراوية رملية ومسافات الزراعة 3*3 متر (466 نبات/فدان أي حوالي 1260 نبات/ هكتار). وتم الري بمياه الصرف الصحي المعالجة والتي يبلغ درجة التوصيل الكهربي (E.C) لها 1.04 مليموز/ سم و (PH) رقم الحموضة 7.47 . ولا يتم أي نوع من أنواع التسميد سواء العضوي أو المعدني أو بالرش ويكتفي بمياه الصرف الصحي المعالج.
وقد تفوقت الزراعات بالأقصر على نظيرها في العديد من الدول وذلك بارتفاع معدلات النمو الخضري والأثمار بعد 18 شهر من زراعة الشتلات، بينما وصل ذلك في العديد من الدول الأخرى إلى ثلاث سنوات.
وقد بلغ محصول الشجرة الواحدة بعد سنتين من الزراعة 3-4 كجم ومن المتوقع زيادة المحصول بزيادة عمر الأشجار والذي يصل إلى 12-18 كجم لكل شجرة. كما تم إنتاج الزيت الحيوي Biodiesel من بذور الجاتروفا المنزرعة بالأقصر وتم تكريره بأحد المعامل الإنجليزية وثبت من النتائج أن مستوى إنتاج هذا الزيت الحيوي أعلى من نظيره في البلاد الأخرى.
والموطن الأصلي للجتروفا هو أمريكا الجنوبية ومنها انتشرت الشجيرات إلى العديد من المناطق الجافة وشبه الجافة والاستوائية في العالم. والجاتروفا Jatropha curcas شجيرة أو شجرة صغيرة تتبع العائلة Euphorbiaceae يصل ارتفاعها 7 - 10 متر، القلف ورقي والأفرع غليظة، الأوراق بيضية خماسية التفصيص غير مسننه طولها 8.5 سم وعريضة ولا يوجد عليها أهداب، عنق الورقة طوله حوالي 11 سم. أما الأزهار فهي صفراء مخضرة والاسدية ملتحمة وعددها ثمانية. والثمار كبسولة طولها 2.5سم تقريبا وتحتوي على ثلاثة بذور لونها أسود (تشبه بذور الخروع لحد كبير). التزهير في أبريل ويتم الأثمار في مايو (تم الإزهار مرتين في العام بالأقصر).
بلغت نسبة الزيت في البذور 35-40 % وفق موسم النضج، وتصل نسبة الدهون المشبعة إلى 20% والغير مشبعة 79% ولا يستخدم الزيت في الاستخدام الآدمي ولكنه يستعمل في إنتاج الزيت الحيوي كوقود وذلك يرجع لاشتعاله دون انبعاث أبخره ملوثة للبيئة لذا يطلق عليه الزيت الصديق للبيئة كما يستخدم للإضاءة وعدة أغراض صناعية أخرى.